# Kościół Protestancki Algierii
Kościół Protestancki Algierii – denominacja protestancka powstała z połączenia zborów ewangelicko-reformowanych i metodystycznych. Jest największą wspólnotą protestancką w Algierii.
Protestantyzm pojawił się w Algierii głównie za sprawą Francuzów, w czasie gdy Algieria znajdowała się pod panowaniem francuskim. Pierwszy synod reformowany w Algierii odbył się w roku 1843, natomiast metodyści rozpoczęli działalność w roku 1883.
W roku 1972 reformowani i metodyści utworzyli unię kościelną i przyjęli nazwę Kościół Protestancki Algierii. Kościół został uznany przez władze algierskie w roku 1974.
Poza Kościołem działa również kilka innych wyznań protestanckich; kościół adwentystów, unia baptystyczna, anglikanie w jurysdykcji diecezji egipskiej Kościoła episkopalnego na bliskim wschodzie oraz niewielkie społeczności z ruchu zielonoświątkowego.
Nabożeństwa odbywają się w języku francuskim i arabskim.